# Ktenoura
Ktenoura – rodzaj stawonogów z wymarłej gromady trylobitów, z rzędu Phacopida.
Żyły w okresie syluru (wenlok – ludlow).